# Andrej Štremfelj

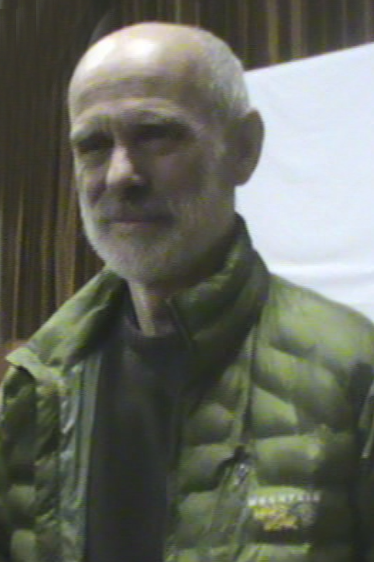
Andrej Štremfelj 2018

Andrej Štremfelj (* 1956) ist ein slowenischer Bergsteiger, dem mehrere spektakuläre Erstbesteigungen gelangen. 2018 wurde er mit dem Piolet d’Or Lifetime Achievement Award geehrt.
Štremfelj begann im Alter von 16 Jahren mit dem Klettern in den Bergen Sloweniens. Im Mai 1979 bestieg er zusammen mit Jernej Zaplotnik den Mount Everest erstmals über dessen Nordwestgrat, die „schwierigste von 11 Routen auf den Gipfel“. Mit seiner Frau Marija (erste slowenische Frauenbesteigung des Mt. Everest) war er am 7. Oktober 1990 ein zweites Mal auf dem Mount Everest, diesmal über die klassische Südroute. Sie waren das erste verheiratete Paar auf dem höchsten Gipfel der Erde.
Weitere Besteigungen waren Broad Peak und unmittelbar darauf Gasherbrum II (letzterer im Alpinstil), Lhotse, Pik Kommunismus, Dhaulagiri (Erstbegehung an der Ostseite), Shishapangma (Erstbegehung an der Südseite), Kangchendzönga (Südwand; dafür erhielt er 1991 den Piolet d’Or), Melungtse (Erstbesteigung, 1992), Cho Oyu und Gyachung Kang.